# کونوپیلکا
کونوپیلکا (لهستانی: Konopielka) یک فیلم درام لهستانی به کارگردانی ویتولد لشچینسکی است که در سال ۱۹۸۲ منتشر شد.

## گزیدهٔ بازیگران
- کشیشتف مایخشاک
- آنا سنیوک
- یوآنا شینکیویچ
- مارک شودیم
- فرانچیشک پیچکا
- یان پاوئو کروک
- تادئوش وویتیخ
- وویچیخ زاگورسکی
- آنا میلفسکا
- الکساندر فوژیل
- آرکادیوش بازاک
- یاتسک کاوتسکی
- سیلوستر ماچیفسکی